# Don Pugsley
Pour les articles homonymes, voir Pugsley.
Don Pugsley est un acteur et scénariste américain, né à Des Moines, Iowa.

## Filmographie

### Acteur
- 1985 : À bout de course (Runaway Train) : Guard
- 1986 : Les Anges du mal 2 (Reform School Girls) de Tom deSimone (en) : Bus Driver
- 1987 : Aux frontières de l'aube (Near Dark) de Kathryn Bigelow : Truck Driver #2
- 1989 : Hollywood Boulevard II de Steve Barnett : Arpod
- 1989 : Under the Boardwalk de Fritz Kiersch : Trustee
- 1989 : Les Maîtres de l'ombre (Fat Man and Little Boy) de Roland Joffé : Sgt. Bronston, Groves' Orderly
- 1990 : Watchers II de Thierry Notz : Smith
- 1990 : The Gumshoe Kid de Joseph Manduke (pl) : Skaggs
- 1990 : Trop jeune pour mourir (Too Young to Die?) (TV) : Booking Officer
- 1990 : Jeu d'enfant II (Child's Play 2) de John Lafia : Technician
- 1990 : Le grand tremblement de terre de Los Angeles (The Big One: The Great Los Angeles Earthquake) (TV) : Le Gouverneur
- 1991 : Les Aventures de Rocketeer (The Rocketeer) de Joe Johnston : Goose
- 1991 : Y a-t-il un flic pour sauver le président ? (The Naked Gun 2½: The Smell of Fear) de David Zucker : Warehouse Thug
- 1992 : Sans rémission (American Me) d'Edward James Olmos : Police Officer
- 1992 : Héros malgré lui (Hero) de Stephen Frears : Jury Foreman
- 1993 : Le Profiler (When the Bough Breaks) de Michael Cohn : Crew Foreman
- 1994 : Corrina, Corrina de Jessie Nelson : Delivery Man 1
- 1995 : Captain Nuke and the Bomber Boys de Charles Gale : Thug
- 1995 : Letter to My Killer (TV) : Hunter #1
- 1995 : Les Envahisseurs (The Invaders) (TV) : Pipe
- 1998 : Le 'Cygne' du destin (en) (Music from Another Room) de Charlie Peters : Taxi Driver
- 1999 : Vote sous influence (Swing Vote) (TV) de David Anspaugh : Marshall Cryer
- 2000 : Ali: An American Hero (en) (TV) : Sergeant
- 2001 : American Rhapsody (An American Rhapsody) d'Éva Gárdos : Cafe Supervisor
- 2004 : Dinocrocodile, la créature du lac (Dinocroc) de Kevin O'Neill : Janitor

### Scénariste
- 1989 : Hollywood Boulevard II
- 1995 : Trinity and Beyond (vidéo)